# Parque natural de Baja Limia y Sierra de Jurés
El parque natural de Baja Limia y Sierra de Jurés (en gallego Baixa Limia e Serra do Xurés) es un espacio natural español protegido en el año 1993, que abarca 20 920 hectáreas. Está ubicado en el sur de la provincia de Orense, y se extiende por la sierra de Jurés y el valle del Limia, en los municipios de Entrimo, Lovios y Muiños hasta la frontera con Portugal, donde limita con el parque nacional de Peneda-Gerez. Es una zona montañosa en la que el material geológico predominante es el granito. Dentro de sus límites están los circos glaciares de menor altitud de la península.

## Historia
La UNESCO ha declarado el Parque de Jurés como Reserva de la Biosfera. En la 21ª reunión del Consejo Internacional de Coordinación del Programa sobre El Hombre y la Biosfera (MAB) celebrado del 25 al 29 de mayo de 2009 en la Isla de Jeju (República de Corea), el Consejo decidió añadir 22 nuevos sitios a la Red Mundial de Reservas de Biosfera (RMBR) de la UNESCO, que ahora cuenta con un total de 533 reservas situadas en 106 países. Una de las que se añadieron fue la del Parque Internacional Jurés-Gerez (Xurés-Gerês) según la propia web de la UNESCO () Gerez/Jurés es una Reserva de la Biosfera Transfronteriza situada entre España y Portugal que se ha establecido sobre la base de la continuidad biogeográfica de las Sierras Galaico-Miñotas y sus valles compartida por ambos países. La importancia del sitio desde un punto de vista ecológico se debe a la riqueza de los ecosistemas forestales y de turberas y un alto nivel de especies endémicas que se ha desarrollado por las influencias climáticas entre el océano Atlántico y el Mediterráneo. Las comunidades locales forman parte integrante del paisaje regional, se han establecido centros para el desarrollo sostenible en la reserva de apoyo a los municipios en sus esfuerzos por fortalecer los criterios de sostenibilidad ambiental en el desarrollo local. Con el plan de gestión conjunta de ambos países podrán beneficiarse de las experiencias mutuas y cooperar en la gestión sostenible de los ecosistemas y los servicios relacionados con las características de compartir los beneficios de las comunidades locales. Los documentos que contienen en que consiste esta declaración los podemos encontrar en  Estrategia de Sevilla y Declaración de Madrid.

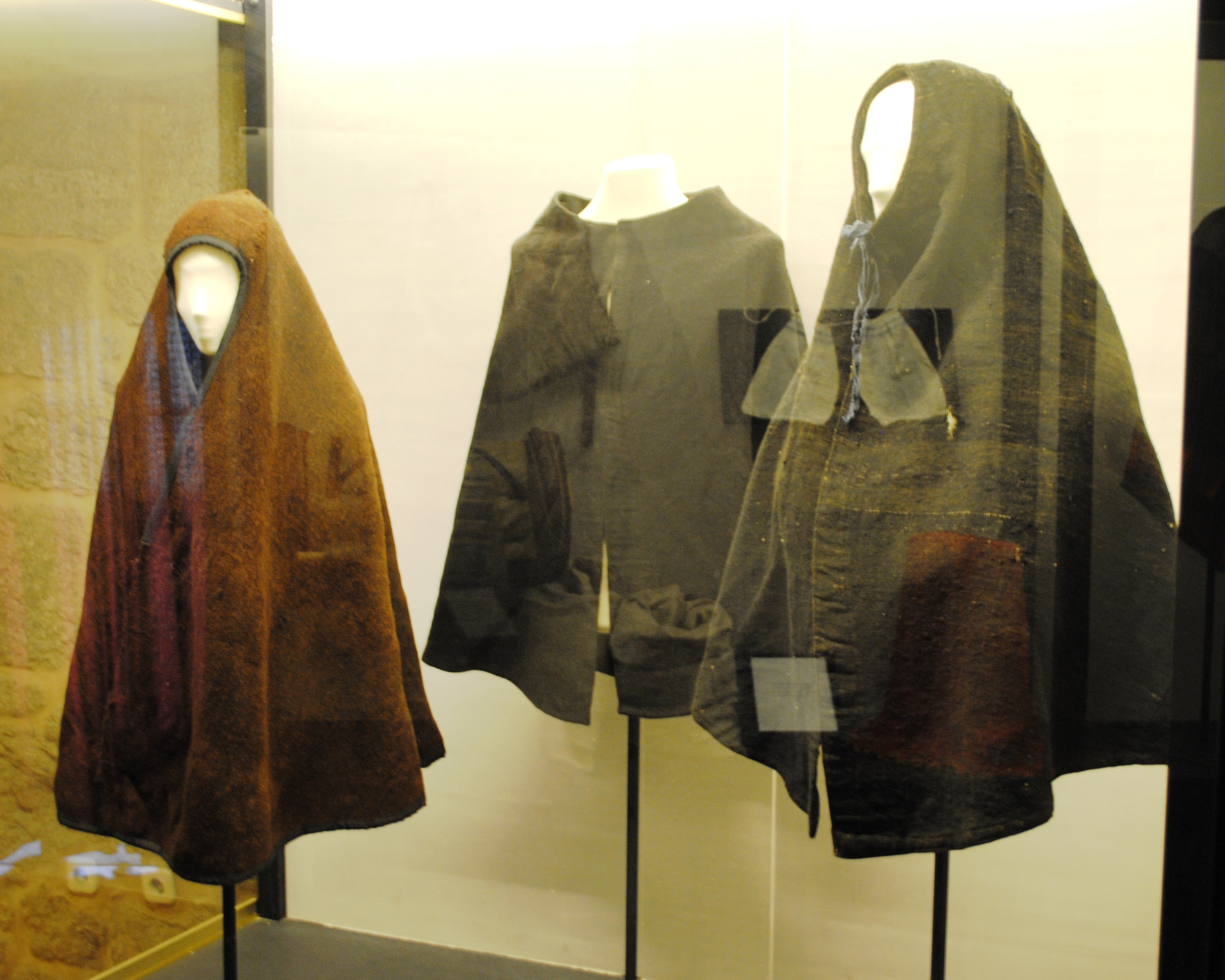
Prendas tradicionales de la zona.

## Flora
La flora del parque se caracteriza por un bosque caducifolio, con roble melojo (Quercus pyrenaica), abedul (Betula celtibérica) y elementos mediterráneos como el madroño y el acebo en la altura superior. Hay varias plantas endémicas, entre las que podemos citar el laurel portugués, loron (Prunus lusitanica), una especie que coloniza los barrancos y otras zonas de gran humedad.

## Fauna
Entre los anfibios y reptiles puede citar la lagartija ibérica, y la culebra viperina. En cuanto a las aves podemos citar la presencia de águilas reales, azores, cucos y pito real. Además de especies cinegéticas: jabalí, corzo, conejo. También hay lobos, turones, jinetas y gato montés. En los cursos de agua aparece la nutria.